# Liên hoan văn học quốc tế Joseph Conrad
Liên hoan văn học quốc tế Joseph Conrad là một lễ hội văn học thường niên được tổ chức tại Krakow từ năm 2009. Các nhà tổ chức của Lễ hội là Ủy ban Thành phố Krakow, tạp chí Tygodnik Powszechny và Văn phòng Lễ hội Krakow.

## Thông điệp của lễ hội
Liên hoan văn học Quốc tế Joseph Conrad là dịp để các nghệ sĩ từ khắp nơi trên thế giới không chỉ liên quan đến văn học, mà còn cả phim ảnh, sân khấu, âm nhạc đều đến tham dự. Lễ hội được hình thành như một sự kiện trên quy mô Quốc tế, các khách mời của lễ hội là các nghệ sĩ từ các quốc gia khác nhau, với các ngôn ngữ khác nhau, đại diện cho các nền văn hóa khác nhau và thế giới quan khác nhau. Các nhà tổ chức muốn tạo ra một bức tranh nghệ thuật nhiều màu ở Krakow, nơi mà minh họa sự phong phú của văn học thế giới, đưa người đọc Ba Lan đến gần hơn với các nền văn học mà ít được biết đến.

## Ban tổ chức
Giám đốc nghệ thuật của Liên hoan văn học quốc tế Joseph Conrad là Giáo sư Michał Paweł Markowski (đến từ Đại học Jagiellonia), ông là một nhà phê bình văn học, nhà báo, giáo sư tại Đại học Jagiellonia, trưởng khoa Ngôn ngữ và Văn học Ba Lan tại Đại học Illinois ở Chicago;
Giám đốc chương trình là Grzegorz Jankowicz, ông là nhà phê bình và dịch giả, cộng tác viên của Trung tâm nghiên cứu nâng cao về nhân văn của Đại học Jagiellonia.
Người quản lý lễ hội là Urszula Chwalba (Văn phòng lễ hội Krakow) - Trưởng phòng văn học của văn phòng lễ hội Krakow, chịu trách nhiệm thực hiện chương trình văn học thành phố Krakow của UNESCO.

## Lịch sử
Phiên bản đầu tiên của lễ hội kéo dài từ ngày 3 đến ngày 7 tháng 11 năm 2009. Khách mời của ông bao gồm: Atiq Rahimi, Roberto Calasso, Per Olov Enquist, Pascal Quignard, Jordi Savall, Marek Bieńchot, Stefan Chwin và Przemysław Czapliński. Trong phiên bản này, liên hoan đã tập trung vào các chủ đề chính: niềm đam mê viết lách; chuyện riêng tư và tập thể; giác quan và văn học; sự kiện, tiểu thuyết, cốt truyện; Châu Âu giữa các nền văn hóa; các nhà lập pháp và dịch giả và số phận của cuốn sách trong xã hội hậu hiện đại.
Phiên bản thứ hai được tổ chức với khẩu hiệu "Thế giới khác, ngôn ngữ khác" và kéo dài từ ngày 20 tháng 10 đến ngày 10 tháng 11 năm 2010. Các khách mời đặc biệt của lễ hội như các nghệ sĩ Jurij Andruchowycz, Jean Hatzfeld, Claude Lanzmann, Sven Lindqvist, Herta Müller, Amos Oz, Serhij Zhadan và nhiều nhà văn và nghệ sĩ từ Ba Lan.
Phiên bản thứ ba của lễ hội được tổ chức từ ngày 2 đến ngày 6 tháng 11 năm 2011 với khẩu hiệu "Đi tìm thế giới đã mất". Các nghệ sĩ khách mời Quốc tế đặc biệt gồm có Roberto Calasso, Alberto Manguel, Dawid Grossman, Eva Hoffman, Ceruja Szalew, Anders Bodegård, Andrej Chadanowicz, Uladzimir Niaklajeu, và các nhà văn Ba Lan như Maciej Zaremba Bielawski, Marek Bieńchot, Justyna Bargielska, Jacek Dehnel, Janusz Głowacki,Manuela Gretkowska và Andrzej Stasiuk.
Phiên bản thứ tư của lễ hội diễn ra từ ngày 22 đến 28 tháng 10 năm 2012 và được tổ chức với khẩu hiệu "Hãy suy nghĩ: Văn học!". Các khách mời Quốc tế gồm có Zygmunt Bauman, Orhan Pamuk, Jeanette Winterson, Krzysztof Wodiczko, Peter Eszterhazy, Robert D. Kaplan, Dubravka Ugrešić, và các nhà văn Ba Lan như Marek Bieńczyk, Eustachy Rylski, Krzysztof Varga, Andrzej Stasiuk, Dorota Masłowska, Wojciech Jagielski, Magdalena Tulli, Michał Witkowski.
Phiên bản thứ năm của lễ hội kéo dài từ ngày 20 đến 26 tháng 10 năm 2013. Chủ đề chính của lễ hội là các nhân vật truyền thông của văn học và sự xuất sắc của họ với vai trò người truyền tải nội dung. Các khách mời của Lễ hội bao gồm: Peter Sloterdijk, WJT Mitchell, Brothers Quay, Cees Noteboom, Kiran Desai, Anne Applebaum, Marci Shore, Claudio Magris.
Phiên bản thứ sáu của lễ hội Conrad được tổ chức vào ngày 20-26 tháng 10 năm 2014 với khẩu hiệu "Thế giới chung". Các vị khách mời nổi tiếng của lễ hội như Jaume Cabré, Boris Akunin, Paul Auster, John Banville, Ádám Bodor, Etgar Keret.
Phiên bản thứ bảy của lễ hội được tổ chức vào ngày 19-25 tháng 10 năm 2015 với khẩu hiệu "Viết và cuộc sống hàng ngày". Khách mời của Lễ hội Conrad 2015 là Swiatłana Aleksijewicz, Jonathan Franzen, Hanna Krall, Olga Tokarczuk, Tomas Venclova, Bernadeta Prandzioch, David Foenkinos và Kamel Daoud.
Phiên bản thứ tám của lễ hội, với khẩu hiệu "Tăng cường", được tổ chức vào ngày 24-30 tháng 10 năm 2016. Các vị khách mời Quốc tế gồm có các nhà văn Eleanor Catton, Michael Cunningham, Richard Flanagan và Michel Faber, và các nhà văn Ba Lan, bao gồm: Przemysław Czapliński, Filip Springer, Andrzej Stasiuk, Ziemowit Szczerek và Szczepan Twardoch.
Phiên bản thứ chín của Lễ hội Conrad được tổ chức với khẩu hiệu "Lo âu" và kéo dài từ ngày 23 đến 29 tháng 10 năm 2017. Trong số khách gồm có các nhà văn Jacek Dukaj, Izabela Filipiak, Michał Witkowski, Dorota Masłowska, Mariusz Szczygieł và Olga Tokarczuk. Các nhà văn nước ngoài gồm có: Dan Brown, Siri Hustvedt, Agneta Pleijel, Éric-Emmanuel Schmitt, Mahmoud Hosseini Zad, Serge Bloch, Martin Widmark và Mon Mahjoub.
Phiên bản thứ mười của lễ hội được tổ chức vào ngày 22-28 tháng 10 năm 2018 với khẩu hiệu "Pop". Các nhà văn Quốc tế tham dự gồm có Martín Caparrós, Yanick Lahens, Kristina Sabaliauskaitė, Michal Ajvaz, Mladen Dolar, Amanda Michalopoulou, Lena Kitsopoulou, Pavol Rankov, Thomas Reinertsen Berg và Elisabeth Åsbrink. Các nhà văn Ba Lan gồm có Olga Tokarczuk, Marcin Doesa, Ilona Witkowska, Bohdan Zadura, Sylwia Chutnik, Wojciech Jagielski, Olga Drenda, Anna Cieplak và Jaś Kapela.
Phiên bản thứ mười một của lễ hội được tổ chức theo khẩu hiệu "Hiện thực" vào ngày 21-27 tháng 10 năm 2019. Trong số khách mời liên hoan gồm có Chimamanda Ngozi Adichie, Benjamin Balint, Dmitrij Bykow, Radka Denemarková, Bill Gaston, Veronika Janatkova, Rasa Janciauskaite và các nhà văn Ba Lan như Magdalena Barbaruk, Marek Bieńczyk, Sylwia Chutnik, Sonia Draga, Jacek Dukaj, Anna Dziewit-Meller, Magdalena Heydel, Inga Iwasiów, Ryszard Krynicki, Leszek Libera, Zyta Rudzka, Michał Rusinek, Kazimiera Szczuka, Mariusz Szczygieł, Olga Tokarczuk và Jakub Żulczyk.